# Uhřičice
Uhřičice är en ort i Tjeckien.   Den ligger i regionen Olomouc, i den östra delen av landet, 220 km öster om huvudstaden Prag. Uhřičice ligger 201 meter över havet och antalet invånare är 521.
Terrängen runt Uhřičice är platt. Runt Uhřičice är det ganska tätbefolkat, med 230 invånare per kvadratkilometer. Närmaste större samhälle är Prostějov, 17,0 km nordväst om Uhřičice. Trakten runt Uhřičice består till största delen av jordbruksmark.